# Экюэль
Экюэ́ль (фр. Écuelle) — коммуна во Франции, находится в регионе Франш-Конте. Департамент — Верхняя Сона. Входит в состав кантона Отре-ле-Гре. Округ коммуны — Везуль.
Код INSEE коммуны — 70211.

## География
Коммуна расположена приблизительно в 280 км к юго-востоку от Парижа, в 50 км северо-западнее Безансона, в 50 км к западу от Везуля.
По территории коммуны протекает небольшая река Экулот.

## История
Деревня была образована около монастыря XI века, принадлежащего аббатству Тёле. В 1569 году деревня была разграблена и сожжена, а в 1595 году — разрушена.

## Население
Население коммуны на 2010 год составляло 86 человек.
| 1962 | 1968 | 1975 | 1982 | 1990 | 1999 | 2010 |
| ---- | ---- | ---- | ---- | ---- | ---- | ---- |
| 85   | 88   | 71   | 72   | 77   | 87   | 86   |

## Экономика
В 2010 году среди 50 человек трудоспособного возраста (15—64 лет) 36 были экономически активными, 14 — неактивными (показатель активности — 72,0 %, в 1999 году было 68,8 %). Из 36 активных жителей работали 31 человек (19 мужчин и 12 женщин), безработных было 5 (3 мужчины и 2 женщины). Среди 14 неактивных 4 человека были учениками или студентами, 3 — пенсионерами, 7 были неактивными по другим причинам.

## Фотогалерея

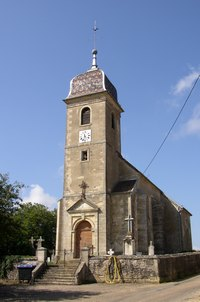
Церковь
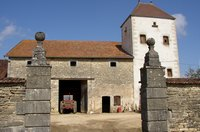
Шато
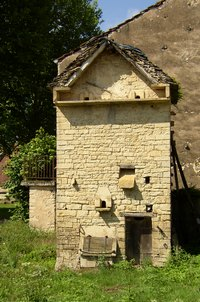
Голубятня
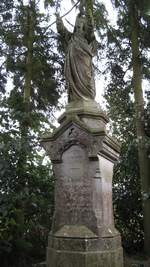
Статуя Богоматери